# CS Tiligul-Tiras Tiraspol
Maillots
Le Clubul Sportive Tiligul-Tiras Tiraspol (en russe : Спортивный клуб Тилигул-Тирас Тирасполя), plus couramment abrégé en Tiligul-Tiras Tiraspol, est un ancien club moldave de football fondé en 1938 et disparu en 2009, et basé dans la ville de Tiraspol, en Transnistrie.

## Historique
- 1938 - fondation du club sous le nom de Spartak Tiraspol
- 1961 : le club est renommé Pizkevnik Tiraspol
- 1963 : le club est renommé Lukhraful Tiraspol
- 1967 : le club est renommé Dnestr Tiraspol
- 1967 : le club est renommé Energia Tiraspol
- 1978 : le club est renommé Start Tiraspol
- 1979 : le club est renommé Avtomobilist Tiraspol
- 1986 : le club est renommé Tekstilshik Tiraspol
- 1990 : le club est renommé Tiras Tiraspol
- 1991 : le club est renommé FC Tiligul Tiraspol
- 1994 : 1re participation à une Coupe d'Europe (C2) (saison 1994/95)
- 2004 : le club est renommé CS Tiligul-Tiras Tiraspol
- 2009 : Dissolution du club

## Palmarès
| \| - Championnat de Moldavie : - Vice-champion : 1992, 1992-93, 1993-94, 1994-95, 1995-96 et 1997-98. - Coupe de Moldavie (3) : - Vainqueur : 1993, 1994 et 1995. - Finaliste : 1992 et 1996. \| \| - Championnat de Moldavie D2 (1) : - Champion : 2002-03. \| |  |                                                          |
| - Championnat de Moldavie : - Vice-champion : 1992, 1992-93, 1993-94, 1994-95, 1995-96 et 1997-98. - Coupe de Moldavie (3) : - Vainqueur : 1993, 1994 et 1995. - Finaliste : 1992 et 1996.                                                                      |  | - Championnat de Moldavie D2 (1) : - Champion : 2002-03. |

## Entraîneurs du club
- Vladimir Soutchostavski (1963)
- Gueorgui Soudakov (1964)
- Nicolae Esine (1969)
- Valentin Folomieïev (1978)
- Valentin Voitchenko (1979-1984)
- Vladimir Gosperski (mai 1985 - 1986)
- Evgeni Chinkarenko (juin 1986 - 1986)
- Ivan Daniliants (1987 - 1990)
- Vladimir Veber (1991)
- Piotr Koutouzov Veber (1992 - juillet 1992)
- Evgeni Chinkarenko (1993)
- Aleksandr Vereïovkine (1993)
- Sergueï Doubrovine (1993)
- Viktor Zoubkov (1993 - juin 1994)
- Youkhim Chkolnikov (juillet 1994 - octobre 1994)
- Alexandru Mațiura (novembre 1994 - 1995)
- Viktor Matvienko (1995)
- Oleksandr Chteline (1995 - 1996)
- Anatoli Baïdatchny (1996)
- Alexandru Spiridon (1997 - 1998)
- Sergueï Doubrovine (1998)
- Vladimir Cosse (1998)
- Sergueï Doubrovine (1998)
- Alexandru Spiridon (1999 - 2000)
- Oleksandr Holokolosov (2000 - 2001)
- Guennadi Tioumine (?)
- Volodymyr Vousatiï (2002)
- Evgeni Chinkarenko (2003 - 2005)
- Igor Dobrovolski (2005 - 2006)
- Oleksandr Verevkine (2006)
- Octavio Zambrano (2006 - 2008)
- Valeriu Vasiliev (2008 - 2009)